# حزب الشعوب الديمقراطي
حزب الشعوب الديمقراطي (بالتركية: Halkların Demokratik Partisi) هو حزب سياسي مؤيد للأقلية في تركيا. عمومًا، هو حزب يساري يركز بشدة على الديمقراطية التشاركية والراديكالية والنسوية وحقوق المثليين وحقوق الأقليات وحقوق الشباب والمساواة. أصبح الحزب عضوًا منتسبًا في حزب الاشتراكيين الأوروبيين وعضوًا استشاريًا في منظمة الأممية الاشتراكية وحزبًا تابعًا لمنظمة التحالف التقدمي.
في عام 2012، تأسس الحزب الديمقراطي الشعبي ابتغاء تحدي الانقسام التركي الكردي الحالي وغيره من المعايير الموجودة في السياسة التركية، وأُنشئ باعتباره الجناح السياسي للمؤتمر الديمقراطي الشعبي، وهو اتحاد يتألف من العديد من الحركات اليسارية التي سبق أن قدمت مرشحين مستقلين لتجاوز العتبة الانتخابية البالغة 10%. يتحالف حزب الديمقراطي الشعبي مع حزب المناطق الديمقراطية الكردية، الذي غالبًا ما يوصف بأنه الحزب الشقيق للحزب الديمقراطي الشعبي. من عام 2013 إلى عام 2015، شارك سياسيو حزب المناطق الديمقراطية الكردية في مفاوضات السلام بين الحكومة التركية وحزب العمال الكردستاني.
يخضع الحزب لرئاسة نظام قيادي مشترك يتألف من رئيس واحد ورئيسة واحدة. في الانتخابات الرئاسية لعام 2014، تقدم الحزب برئيسه، صلاح الدين دميرطاش، الذي حصل على نسبة أصوات بلغت 9.77% من الأصوات. على الرغم من المخاوف التي دارت بشأن عدم تمكنه من تخطي العتبة الانتخابية البالغة 10%، طرح الحزب قوائم حزبية عوضًا عن ترشيح مرشحين مستقلين في الانتخابات العامة اللاحقة في يونيو 2015. تجاوز الحزب التوقعات بحصوله على نسبة 13.12%، ليصبح بذلك ثالث أكبر كتلة برلمانية في البلاد. شارك الحزب لفترة وجيزة في الحكومة الانتخابية المؤقتة التي شكلها رئيس وزراء حزب العدالة والتنمية أحمد داوود أوغلو في 28 أغسطس 2015، وعُين نائبا الحزب الديمقراطي الشعبي علي حيدر كونكا وزيرًا لشؤون الاتحاد الأوروبي ومسلم دوغان وزيرًا للتنمية. يحكم الحزب البلديات التي فاز بالانتخابات عنها من خلال نظام رئاسة بلدية مشترك يتألف من امرأة ورجل.
شهد الحزب الديمقراطي الشعبي محاولة الانقلاب التركية عام 2016 وأشار إلى القمع السابق الذي مارسته القوى العسكرية ضد القوى الديمقراطية، وعارض الانقلاب بشدة. عقب الانقلاب، تعرض الحزب الديمقراطي الشعبي للتجاهل واستُبعد من الهدنة الوطنية خلال فترة استهداف أعضاء مزعومين في حركة غولن في إطار عمليات التطهير التركية. اعتبارًا من سبتمبر 2016، شرع القضاء التركي في وضع المسؤولين المنتخبين في الحزب الديمقراطي الشعبي ضمن دائرة اتهامات مكافحة الإرهاب. في نوفمبر 2016، سُجن العديد من برلمانيي الحزب الديمقراطي الشعبي، بما في ذلك رؤساء الحزب المشاركون صلاح الدين دميرطاش، وفيغين يوكسيكداغ، ما تسبب في عرقلة قدرة الحزب الديمقراطي الشعبي على التواصل والحد من نشاطه على الساحة السياسية. في ديسمبر 2020، قال سليم كابلان، النائب المشارك لرئيس الحزب الديمقراطي الشعبي للحكومات المحلية، إنه «منذ عام 2016، احتُجز 20,000 من أعضائنا وأُرسل أكثر من 10,000 من أعضائنا ومديرينا التنفيذيين إلى السجن». واستولت الحكومة على 48 بلدية. يتهم حزب العدالة والتنمية الحاكم الحزب الديمقراطي الشعبي بأنه على صلة مباشرة بحزب العمال الكردستاني وفي مارس 2021، دافع الحزب عن نفسه ضد إغلاقه، إلى أن أُسقطت الدعوى المُقامة ضده.

## نبذة عامة
شارك الحزب الديمقراطي الشعبي لأول مرة في الانتخابات المحلية في عام 2014، عندما خاض الانتخابات عن معظم محافظات غرب تركيا بينما ترشح الحزب الديمقراطي التقدمي عن الجنوب الشرقي الكردي. حصل الحزبان معًا على 6.2% من إجمالي الأصوات ولم يتمكن الحزب الديمقراطي الشعبي من الفوز بأي بلدية. في 28 أغسطس 2014، انضم 21 نائبًا من حزب السلام والديمقراطية، سلف حزب المناطق الديمقراطية الكردية، إلى الحزب الديمقراطي الشعبي. قرر الحزب الديمقراطي الشعبي الترشح للانتخابات العامة في يونيو 2015 بتقديم مرشحين يمثلون الحزب نفسه على الرغم من خطر الانخفاض إلى ما دون عتبة 10%. على الرغم من أن معظم سياسيي الحزب الديمقراطي الشعبي من الأكراد اليساريين العلمانيين، تضمنت قائمة المرشحين مسلمين متدينين واشتراكيين وعلويين وأرمن ومسيحيين سريانيين وأذربيجانيين وشركس ولازيين وغجر ونشطاء من مجتمع الميم. ضمت القائمة 550 مرشحًا منهم 268 امرأة. في عام 2015، كان باريش سولو أول مرشح برلماني عن الحزب الديمقراطي الشعبي يصرح بمثليته الجنسية في تركيا. زادت شعبية الحزب الديمقراطي الشعبي بين العلويين وارتفعت نسبته من 7% إلى 16% بين يونيو 2015 ويونيو 2018.

## التأسيس

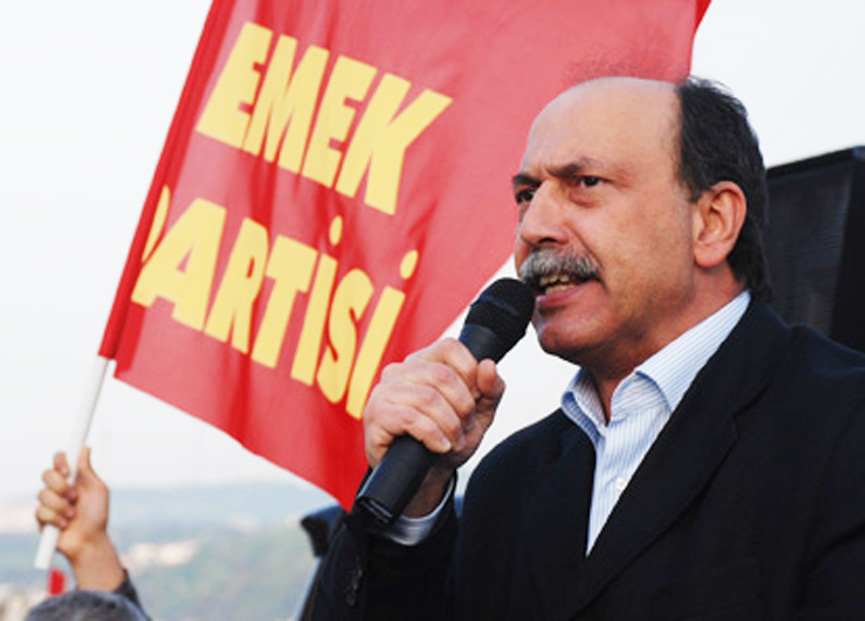
عبدالله ليفنت توزيل

### مجلس الشيوخ الديمقراطي الشعبي
انبثق الحزب الديمقراطي الشعبي عن المؤتمر الديمقراطي الشعبي، وهو منبر يتألف من مجموعات مختلفة بما في ذلك الأحزاب اليسارية كحزب العمال الاشتراكي الثوري، وحزب العمل، والحزب الاشتراكي للمضطهدين، وحزب الديمقراطية الاشتراكية، وحزب إعادة التأسيس الاشتراكي، وحزب الخضر واليسار نحو المستقبل، وحزب السلام والديمقراطية، وبعض الفصائل اليسارية المتطرفة والجماعات النسوية وجماعات المثليين والنقابات العمالية والمبادرات العرقية التي تمثل العلويين والأرمن والبوماك. في الانتخابات العامة لعام 2011، قدم الحزب الديمقراطي الشعبي 61 مرشحًا مستقلًا بغية تجاوز العتبة البرلمانية البالغة 10% في إطار «كتلة العمل والديمقراطية والحرية». انتُخب 36 عضوًا، إلا أن المجلس الانتخابي الأعلى ألغى انتخاب خطيب ديكل لاحقًا وانخفض هذا العدد لاحقًا إلى 35.
وصفت فاطمة غوك، إحدى الرؤساء المؤسسين للحزب الديمقراطي الشعبي، المؤتمر الديمقراطي الشعبي بوسيلة لتوفير الأمل السياسي للمواطنين فضلًا عن وسيلة للتدخل في النظام السياسي التركي. نشط المؤتمر بالعمل من خلال تنظيم الاجتماعات وإنشاء الحزب الديمقراطي الشعبي وسيلة لتحقيق أهدافه السياسية واستحداث وسيلة للاضطلاع بنفوذ سياسي.

### المبادئ التأسيسية
في 15 أكتوبر 2012، سلم المؤتمر الديمقراطي الشعبي طلبًا رسميًا إلى وزارة الداخلية يطالب فيه بالحصول على مركز الحزب السياسي. جادل أحد رؤساء الحزب، يافوز أونين، أن الحزب سيمثل الجناح السياسي للمؤتمر الديمقراطي الشعبي وليس بديلًا عنه.
وصف الرؤساء المؤسسون الحزب الديمقراطي الشعبي بأنه حزب يهدف إلى القضاء على استغلال العمال وإعادة إرساء الديمقراطية على نحو يمكّن الأفراد الشرفاء والإنسانيين العيش معًا على أسس المساواة. وُصف كذلك بأنه حزب يهدف إلى إحداث تغيير جذري في النظام الرأسمالي القائم من خلال توحيد مختلف حركات المعارضة اليسارية. صرحت غوك أن الحزب يرحب بانضمام أي حركة سياسية ذات أهداف مماثلة للمؤتمر الديمقراطي الشعبي في حال لم تنضم إلى الحزب بعد. مع ذلك، جادل أونين أن الحزب الديمقراطي الشعبي سيدخل الانتخابات حزبًا مستقلًا وليس جزءًا من تحالف انتخابي أشمل، مضيفًا أن الحزب نفسه يتكون من تحالف كبير من القوى السياسية في المقام الأول.
أعرب البعض عن قلقه إزاء ضم حزب السلام والديمقراطية القومي الكردي إلى الحزب الديمقراطي الشعبي، إذ كان من شأنه أن يتسبب في إثارة المزاعم حول الحزب الديمقراطي الشعبي بأنه حزب ذو توجه كردي أساسًا. مع ذلك، جادل أونين أن الهدف الرئيسي للحزب الديمقراطي الشعبي هو استحداث منظور مختلف لاستعراض المشهد السياسي التركي والابتعاد عن الانقسام الحالي «الكردي ضد التركي» والذي أصبح أمرًا راسخًا مؤسسيًا في التصورات السياسية التركية. في أكتوبر 2013، تنازل ثلاثة برلمانيين بارزين من حزب السلام والديمقراطية عن الانضمام إلى الحزب الديمقراطي الشعبي، وهم سيباهات تونجيل وسري سورييا اوندر وأرطغرل كوركشو. انضم ليفينت توزيل، الرئيس السابق لحزب العمل والعضو البرلماني المستقل، إلى الثلاثة لتشكيل تجمع حزبي. في أبريل 2014، انضم 24 برلمانيًا آخر من حزب السلام والديمقراطية إلى الحزب الديمقراطي الشعبي الذي شكل لاحقًا كتلة برلمانية.